# Gerrit Schellens
Gerrit Schellens (Lommel, 22 de julio de 1966) es un deportista belga que compitió en triatlón. Ganó cuatro medallas en el Campeonato Europeo de Triatlón de Larga Distancia entre los años 2003 y 2006.

## Palmarés internacional
| Campeonato Europeo | Campeonato Europeo     | Campeonato Europeo | Campeonato Europeo |
| Año                | Lugar                  | Medalla            | Prueba             |
| ------------------ | ---------------------- | ------------------ | ------------------ |
| 2003               | Fredericia (Dinamarca) | Medalla de bronce  | Individual         |
| 2004               | Immenstadt (Alemania)  | Medalla de oro     | Individual         |
| 2005               | Säter (Suecia)         | Medalla de oro     | Individual         |
| 2006               | Almere (Países Bajos)  | Medalla de bronce  | Individual         |